# Mickaël Malsa
Mickaël Malsa (Paris, França, 12 d'octubre de 1995) és un futbolista francès que juga de migcampista en les files del Reial Valladolid de la Primera Divisió espanyola. Ha vestit la samarreta de la selecció absoluta de Martinica

## Trajectòria
El parisenc es va formar com a futbolista en les categories inferiors del FC Sochaux. Al conjunt francès va aconseguir un debut en la Ligue 1 quan amb prou feines superava els 19 anys i després del seu periple per la lliga de plata francesa, Malsa va entrar a formar part del futbol belga, enrolant-se en les files del Royal Antwerp FC. Després de jugar en territori belga una temporada va retornar a França on ha format part de l'US Avranches.
Més tard, el jugador va signar per l'AO Platanias de la Superlliga grega, on el migcampista francès va jugar un total de 13 partits en la lliga hel·lena.
El juliol de 2018, el migcampista va arribar cedit a l'Albacete Balompié de la Lliga 123 amb opció a compra des del conjunt neerlandès Fortuna Sittard.
El 2 de setembre de 2019, desvinculat de l'Albacete, que no va exercir l'opció de compra, i del Fortuna, que li va donar carta de llibertat per estalviar-se costos, va fitxar a l'últim moment pel CD Mirandés. En aquest equip va destacar en la seva participació en la Copa del Rei.
Després d'una temporada en el conjunt de Miranda de Ebro, el 22 de juliol de 2020 es va fer oficial el seu fitxatge pel Llevant UE per a les següents quatre temporades. Va debutar a la categoria el 27 de setembre, en una victòria per 3–1 a fora contra el CA Osasuna, i va marcar el seu primer gol a la màxima categoria el següent 18 d'abril, tot i que en una derrota a casa per 5–1 contra el Vila-real CF.
El 12 d'agost de 2022, després del descens del Llevant, Malsa va signar contracte per quatre anys amb el Reial Valladolid de primera divisió.